# La Cumbre del Manzano
La Cumbre del Manzano är en ort i Mexiko.   Den ligger i kommunen Honey och delstaten Puebla, i den sydöstra delen av landet, 130 km nordost om huvudstaden Mexico City. La Cumbre del Manzano ligger 2 152 meter över havet och antalet invånare är 578.
Terrängen runt La Cumbre del Manzano är varierad. Runt La Cumbre del Manzano är det ganska tätbefolkat, med 230 invånare per kvadratkilometer. Närmaste större samhälle är Huauchinango, 18,8 km sydost om La Cumbre del Manzano. I omgivningarna runt La Cumbre del Manzano växer i huvudsak blandskog.